# Milena Dravić
Milena Dravić (Милена Дравић; født 5. oktober 1940 i Beograd, død 14. oktober 2018) var en serbisk skuespillerinde.

## Film
- Kozara (1962)
- Morgen (1967)